# Anopheles caliginosus
Anopheles caliginosus är en tvåvingeart som beskrevs av Meillon 1943. Anopheles caliginosus ingår i släktet Anopheles och familjen stickmyggor. Inga underarter finns listade i Catalogue of Life.